# هارولد جاي غيبونز
هارولد جاي غيبونز (بالإنجليزية: Harold J. Gibbons)‏ هو نقابي أمريكي، ولد في 10 أبريل 1910 في مقاطعة لاكاوانا في الولايات المتحدة، وتوفي في 17 نوفمبر 1982 في لوس أنجلوس في الولايات المتحدة بسبب أم الدم الأبهرية.